# Ahmad El-Sayed
Ahmad El-Sayed (Cairo, 30 de outubro de 1980) é um futebolista profissional egípcio que atua como defensor.

## Carreira
Ahmad El-Sayed representou o elenco da Seleção Egípcia de Futebol no Campeonato Africano das Nações de 2006.

## Títulos
Seleção Egípcia
- Campeonato Africano das Nações: 2006